# Jurij Mesjkov
Jurij Olexandrovitj Mesjkov (ryska: Юрий Александрович Мешков, ukrainska: Юрій Олександрович Мєшков), född 25 oktober 1945 i Synelnykovo i Dnepropetrovsk oblast, död 29 september 2019 i Krasnogorsk i Moskva oblast, var Autonoma republiken Krims första och enda president 30 januari 1994 - 17 mars 1995. Han vann valet med 72,9% av rösterna.
Mesjkov propagerade Krims närhet till Ryssland, till Krims president. I september 1994 hade en maktkamp mellan presidenten och parlamentet utbrutit. Efter upprepande krav från det ukrainska parlamentet i Kiev att lagstiftningen i Krim skulle underställas den ukrainska hotade Ukraina att dra tillbaka Krims autonoma status helt och i november upplöste det ukrainska parlamentet flera lagar som stadfästs i Krim. Den 17 mars 1995 avvecklades den krimska presidentposten av det ukrainska parlamentet.

## Biografi
Yuri Meshkov föddes den 25 oktober 1945 i Synelnykove, Dnipropetrovsk Oblast, från den sovjetiska socialistiska republiken Ukraina (nu Ukraina) till en mamma med ukrainskt ursprung och en rysk far till Kossan kosackar. Han växte upp i Simferopol, där han slutade gymnasiet. När han var cirka åtta år överfördes Krim-regionen officiellt från den ryska RSFS till den ukrainska SSR. För sina militära uppgifter tjänade han i gränsvakten. 1967 (i vissa källor 1977) tog han examen från Juridiska fakulteten vid Moskva statsuniversitetet. Fram till 1982 arbetade han som detektiv och sedan som chefinspektör på distriktsadvokatens kontor. Från 1982 till 1985 tillbringade han tid på Skifs forskningsyacht. Efter 1985 och fram till 1990 arbetade han privat som juridisk konsult. Vid den tiden var han också en av cheferna för "Memorial" -avdelningen för Krimbelysningsföreningen "All-Union" och ordförande för Krim-kickboxningsförbundet.
1990 valdes Meshkov till ställföreträdare för det högsta rådet på Krim (republikens parlament). Där blev han medgrundare av RDK-partiet (republikansk krimrörelse). 1994 ledde han valblocket "Ryssland" för det republikanska presidentvalet, där han lätt besegrade Mykola Bahrov i andra omgången. Mykola Bahrov var vid den tiden chef för det högsta rådet på Krim. I den andra omgången av presidentvalet på Krim 1994 vann Meshkov 72,9% och valdes till republikens enda president.
Det främsta politiska programmet var att underlätta mycket närmare förbindelser med Ryssland fram till eventuell återförening av Krim med Ryssland. Mechkov försökte inleda en politisk-militär union med Ryssland och ignorerade fullständigt den ukrainska regeringens ståndpunkter. Han försökte också tvinga rotationen av den ryska valutan, utfärda ryska pass till Krimbefolkningen och överföra Krim till samma tidszon som Moskva. På grund av den lokala oppositionens oväntade motstånd lyckades Meshkov bara placera sin autonoma republik i Moskvas tidszon. Han utsåg också vice premiärminister, den ryska ekonomen Yevgeny Saburov, som praktiskt taget har blivit regeringschef. Sedan sade han i konfrontationer med andra regeringstjänstemän om legitimiteten för hans anställd att han inte ens hade ett ukrainskt pass. På grund av detta tvingades Yevgeny Saburov att avgå. Efter det lyckades han förlamma arbetet från det högsta rådet på Krim.
1995 upphävde det ukrainska parlamentet Krimförfattningen och avskaffade presidentens embete den 17 mars 1995. Efter några tidigare varningar i september och november 1994 den 17 mars 1995, Ukrainas president Leonid Kuchma, undertecknade Ukrainas lag som upphäver den ändrade konstitutionen för Krim och vissa andra lagar i Republiken Krim, eftersom de stred mot Ukrainas konstitution och äventyrade Ukrainas suveränitet.